# 阿雷佐的圭多

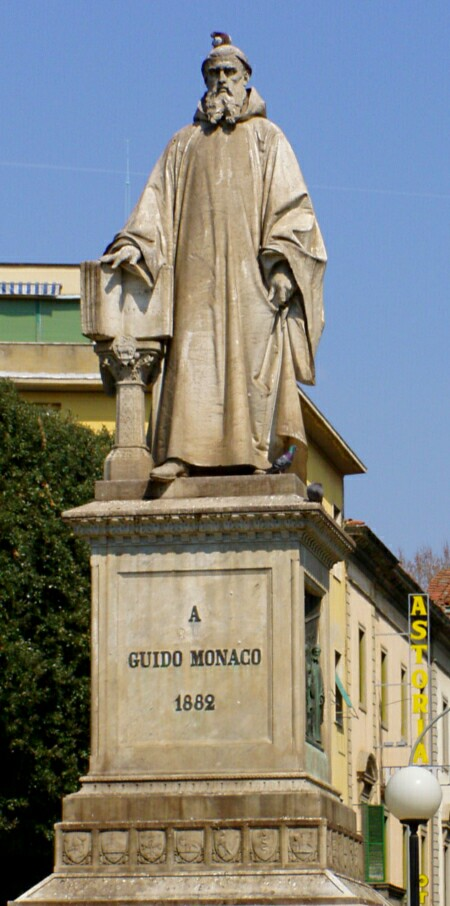
阿雷佐的圭多塑像。

阿雷佐的圭多（Guido of Arezzo，991/992年 – 1033年之后），也称圭多·达莱佐（Guido d'Arezzo）或圭多·莫纳科（Guido Monaco），意大利中世纪音乐理论家，常被认为是现代音乐记谱法（五线谱）的发明者。早年曾在科迪戈罗的彭波萨修道院求学，1025年因修道院僧侣反对他的音乐革新而离开彭波萨。后受阿雷佐主教泰达尔德之聘任大教堂学校教师，并受托写出了《辨及微芒：音乐理论剖析》（Micrologus de Disciplina Artis Musicae）一书。